# Деннис, Джон (драматург)
Джон Деннис (англ. John Dennis; 16 сентября 1658, Лондон — 6 января 1734) — английский драматург и литературный критик.

## Биография
Образование получил в школе Харроу и Колледже Гонвилл-энд-Киз в Кембридже, где в 1679 году получил степень бакалавра. В 1683 году получил степень магистра в колледже Тринити Холл. Совершил путешествия по Франции и Италии, поселился в Лондоне.
Дружил с поэтом Джоном Драйденом, драматургами Уильямом Уичерли, Уильямом Конгривом и другими ведущими литературными деятелями своего времени, унаследовав небольшое состояние, полностью посвятил себя творчеству.
Со временем почти всех своих друзей вооружил против себя беспощадной и часто неосновательной критикой. Особенно резко выступил Деннис против Джозефа Аддисона и его трагедии «Катон» (1713) и против Александра Поупа («Essay on criticism»). Последний осмеял его в одной из сатир и поместил его в свою «Дунсиаду».
Тем не менее английская критика многим обязана Д. Деннису, подавшему ей пример самостоятельного отношения к литературным явлениям.
В старости Д. Деннис ослеп и умер в нужде.
Его драматические произведения («Plays», 1697—1720) большей частью представляют переделки старых авторов; так, «The comical gallant» и «The invader of his county» — переделки «Виндзорских кумушек» и «Кориолана» Шекспира. Избранные сочинения Д. Денниса были опубликованы в 1718 году.

## Избранные драматические произведения
- A Plot and No Plot (1697)
- Rinaldo and Armida (1698)
- Iphigenia (1700)
- The Comical Gallant (1702)
- Liberty Asserted (1704)
- Gibraltar (1705)
- Orpheus and Eurydice (1707)
- Appius and Virginia (1709)
- The Invader of His Country (1719)